# Danse autour de la vie
Pour plus de détails, voir Fiche technique et Distribution.
Danse autour de la vie (We Were Dancing) est un film américain réalisé par Robert Z. Leonard, sorti en 1942.

## Fiche technique
- Titre : Danse autour de la vie
- Titre original : We Were Dancing
- Réalisation : Robert Z. Leonard
- Scénario : Claudine West, Hans Rameau, George Froeschel et Lenore J. Coffee (non créditée) d'après la pièce Tonight at 8: 30 de Noël Coward
- Production : Orville O. Dull et Robert Z. Leonard
- Société de production : Loew's et Metro-Goldwyn-Mayer
- Musique : Bronislau Kaper
- Photographie : Robert H. Planck
- Montage : George Boemler
- Direction artistique : Cedric Gibbons
- Décorateur de plateau : Edwin B. Willis
- Costumes : Adrian et Robert Kalloch
- Pays d'origine : États-Unis
- Format : Noir et blanc - Son : Mono (Western Electric Sound System)
- Genre : Comédie romantique
- Durée : 95 minutes
- Date de sortie :
  - États-Unis : 30 avril 1942 (New York)

## Distribution
- Norma Shearer : Victoria Anastasia 'Vicki' Wilomirska
- Melvyn Douglas : Nicholas Eugen August Wolfgang 'Nikki' Prax/M. Manescu
- Gail Patrick : Linda Wayne
- Lee Bowman : Hubert Tyler
- Marjorie Main : Juge Sidney Hawkes
- Reginald Owen : Major Berty Tyler-Blane
- Alan Mowbray : Grand Duc Basil
- Florence Bates : Mme Elsa Vanderlip
- Heather Thatcher : Mme Tyler-Blane
- Connie Gilchrist : Olive Ransome
- Nella Walker : Mme Janet Bentley
- Florence Shirley : Mme Charteris
- Russell Hicks : M. Bryce-Carew
- Norma Varden : Mme Bryce-Carew

Acteurs non crédités
- Ava Gardner : Invitée à la fête
- Helene Millard : Mme Lambert
- Duncan Renaldo : Sam Estrella
- Bryant Washburn : M. Lambert
- Douglas Wood : Colonel Sandys

## Galerie

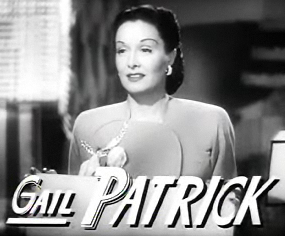
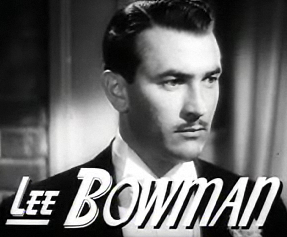
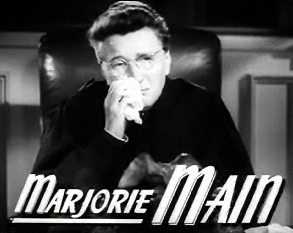
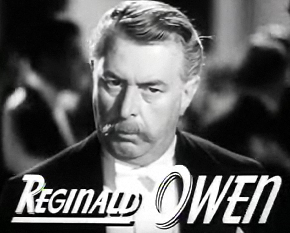
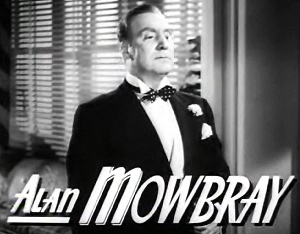